# Пугин, Александр Вячеславович
Александр Вячеславович Пугин (1962—1982) — сержант Вооружённых Сил СССР, участник войны в Афганистане, погиб при исполнении служебных обязанностей, кавалер ордена Красной Звезды (посмертно).

## Биография
Александр Вячеславович Пугин родился 1 мая 1962 года в посёлке Архиповка Савинского района Ивановской области. Получив среднее специальное образование, трудился слесарем-ремонтником на хлопчатобумажной прядильно-ткацкой фабрике имени Я. М. Свердлова в городе Камешково Владимирской области.
1 апреля 1981 года Пугин был призван на службу в Вооружённые Силы СССР Камешковским районным военным комиссариатом Владимирской области. После прохождения обучения служил в воздушно-десантных частях. В ноябре 1981 года для дальнейшего прохождения службы Пугин был направлен в состав ограниченного контингента советских войск в Демократическую Республику Афганистан.
Участвовал в боевых действиях против моджахедов, будучи старшиной 11-й десантно-штурмовой роты 4-го десантно-штурмового батальона 56-й гвардейской отдельной десантно-штурмовой бригады. В ходе очередной операции 21 апреля 1982 года Пугин вместе со своей ротой осуществлял сопровождение автомобильной колонны. У горы Нарай эта колонна была обстреляна противником. В завязавшейся перестрелке старшина Александр Вячеславович Пугин погиб.
Похоронен на городском кладбище в городе Камешково Владимирской области.
Указом Президиума Верховного Совета СССР рядовой Юрий Юрьевич Кочубин посмертно был удостоен ордена Красной Звезды.
Сын — Пугин Игорь Александрович (род. 2.12.1981) проживает на Украине город Днепропетровск.

## Память
- В честь Пугина названа улица в городе Камешково Владимирской области[3].
- В память о Пугине в Камешкове установлена мемориальная доска[3].